# London School of Business and Finance
La London School of Business & Finance (LSBF) è una business school privata che ha sede a Londra, in Inghilterra.
Offre una vasta gamma di corsi di laurea di primo e secondo livello (ovvero il corrispettivo delle lauree triennali e lauree magistrali in Italia), nonché qualificazioni professionali, quali: ACCA, CFA, CIM and CIMA. I programmi didattici offerti dalla LSBF sono attualmente offerti in partnership e/o validati da convarie istituzioni universitarie, tra cui Grenoble Graduate School of Business, Università telematica internazionale "UniNettuno", University of Bradford e University of Central Lancashire. La LSBF è ubicata al centro di Londra, Holborn, con due campus. La business school ha anche altre sedi in Inghilterra (Manchester, Birmingham) ed a livello internazionale, a Toronto e Singapore.
La filosofia didattica della LSBF si focalizza sull'offerta agli studenti dell'opportunità di conseguire un titolo accademico (e/o una qualificazione professionale) ed aiutarli concretamente ad entrare nel mondo del lavoro, grazie al Servizio di Carriera. Il Professor James Kirkbride è il Vice Rettore della LSBF dal settembre 2010, il Professor Alfred Morris è il presidente del Board of Governors dal 2011. Il Patrono della LSBF è sua Altezza Reale il Principe Michael di Kent.

## Storia
La London School of Business & Finance è stata fondata da Aaron Etingen nel 2003.
Inizialmente la Business School offriva unicamente programmi nel ramo della finanza e della contabilità nonché qualificazioni professionali, quali ACCA e CIMA. Negli anni la LSBF ha stretto delle partnership con altre istituzioni accademiche così da poter offrire Bachelor's Degrees (corrispondenti alle lauree triennali) e Master's degrees (corrispondenti alle magistrali).
La scuola ha campus a Londra, Birmingham e Manchester.
La LSBF ha aperto il suo primo campus al di fuori del Regno Unito, a Toronto in Canada nel febbraio 2011. Nel giugno 2011 la LSBF ha inoltre aperto un campus a Singapore, l'unica Business School inglese nella regione Asia-Pacifico. In entrambi i campus internazionali, la scuola offre programmi nel ramo della contabilità e qualificazioni professionali.
La LSBF è in partnership con Shanghai University e con CL Educate, istituto accademico con sede in India.
La LSBF offre una vasta di gamma di corsi di laurea e qualificazioni professionali in partnership con varie istituzioni accademiche, come Grenoble Graduate School of Business, University of Bradford e University of Central Lancashire.
Alla fine del 2010, la LSBF ha lanciato l'applicazione LSBF Global MBA, un'applicazione del social media Facebook che offre centinaia ore di materiali di studio disponibili a tutti gli interessati – ciò include 80 ore di video ad alta definizione. Lanciando questa applicazione, la London School of Business & Finance è diventata la prima istituzione accademica ad introdurre la modalità “prova prima di comprare” e ad abbattere le barriere del metodo didattico tradizionale relativo ai percorsi post laurea.
La London School of Business & Finance è parte del Gruppo LSBF che include anche la London College of Contemporary Arts (LCCA), la piattaforma interattiva InterActive, Finance Business Training (FBT), School of Fashion e Design (SFD London), LSBF School of English and St Patrick's College London.

## Edifici

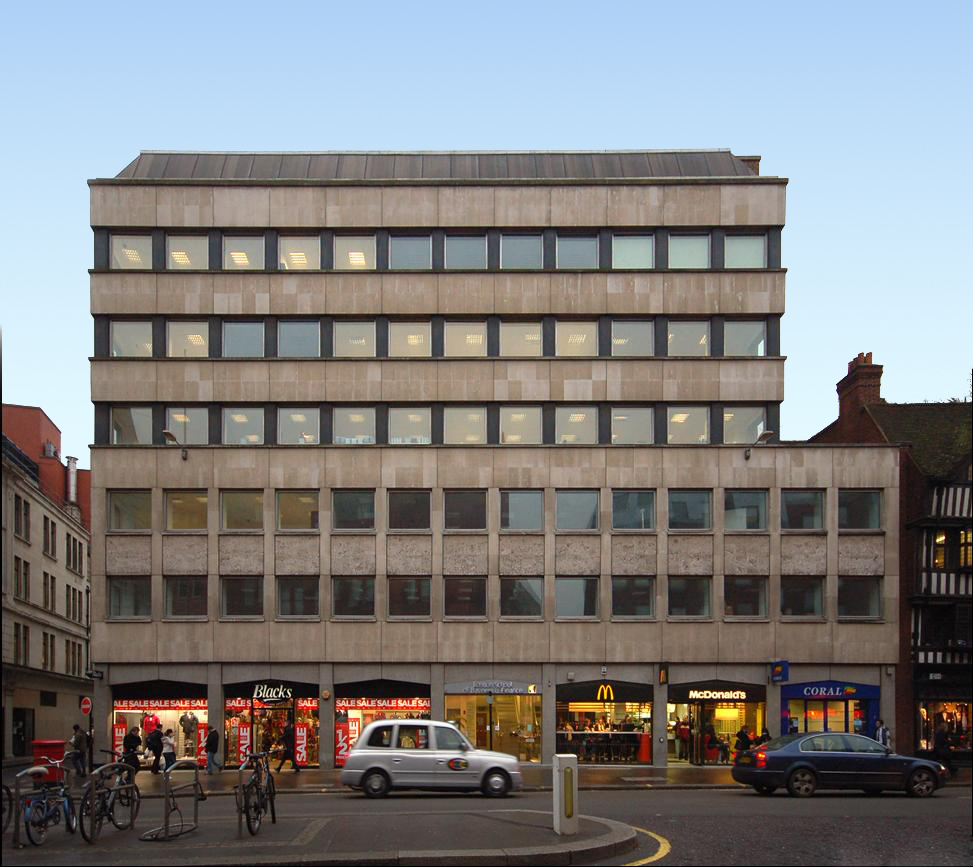
Il campus della LSBF a Holborn
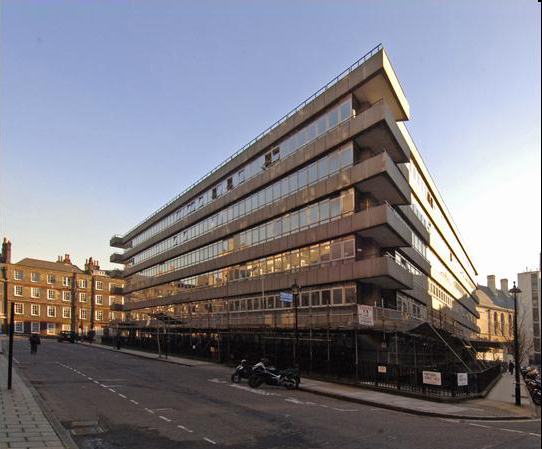
Il campus della LSBF a New Court
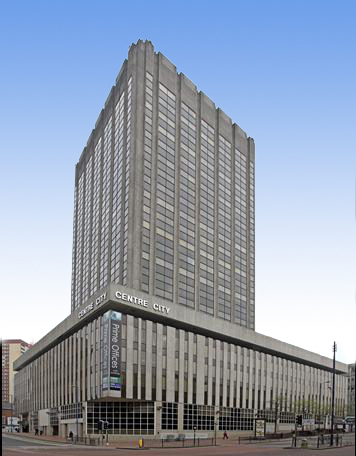
Il campus della LSBF a Birmingham
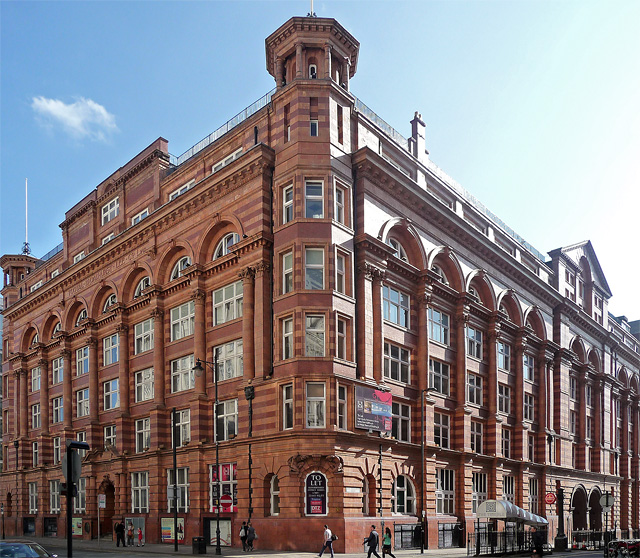
Il campus della LSBF a Manchester
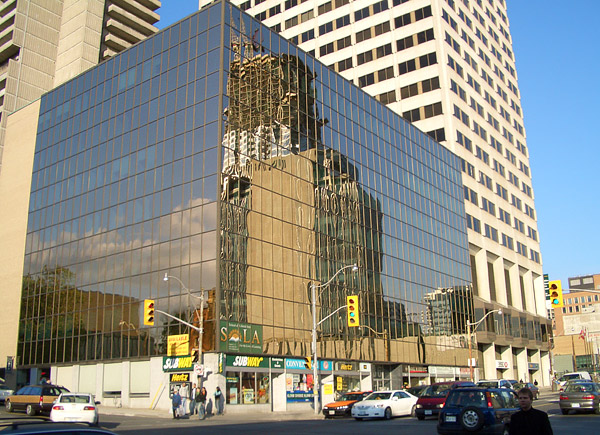
Il campus della LSBF a Toronto
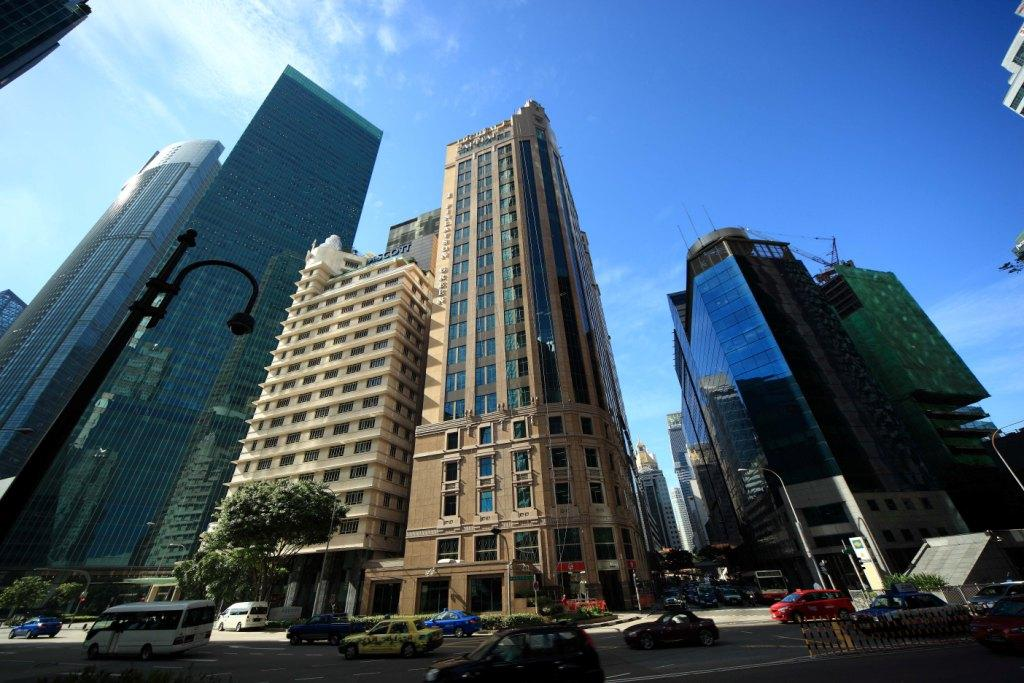
Il campus della LSBF a Singapore

## Campus
LSBF ha la sua sede principale in Central London. Ha anche campus in altre città inglesi, ovvero a Manchester e Birmingham. I campus internazionali a Singapore e Toronto sono orientati principalmente all'ambito professionale:  l'offerta didattica va da svariati corsi preparatori per la qualificazione professionale ACCA a corsi di training aziendali ed esecutivi. LSBF has raggiunto un accordo di partnership con la maggiore università cinese che vedrà la formazione di un nuovo istituto, the Shanghai-London School of Business and Finance. Shanghai-London School of Business and Finance.
La LSBF ha uffici di rappresentanza in Colombia, Repubblica Ceca, Hong Kong, India, Kazakistan, Pakistan, Russia, Svizzera e gli Emirati Arabi Uniti.

## Materie accademiche

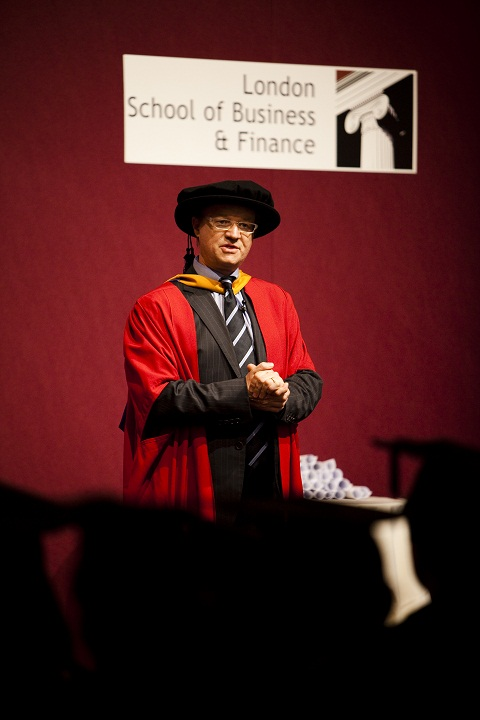
Professor and Vice Rector, James Kirkbride, speaking at the LSBF 2011 Summer graduation ceremony

### Affiliazioni e accreditamenti
La LSBF collabora con la Grenoble Graduate School of Business per offrire non solo programmi di laurea magistrale della durata di due anni, come ad esempio il Master of International Business (MIB), 2 Year MBA, 2 Year MSc Finance,  MSc Fashion, Design and Luxury Management ma anche una laurea triennale, Bachelor in International Business che dura tre anni.. Grazie a questa partnership, gli studenti hanno la possibilità di studiare un programma di laurea della GGSB nel cuore di Londra. È inoltre possibile per gli studenti combinare il master's degree (equivalente alla laurea magistrale italiana (in quanto 120 punti ECTS) con qualificazioni professionali quali Association of Chartered Certified Accountants|ACCA, CFA or CIMA.
La LSBF offre inoltre una vasta gamma di programmi accademici e professionali validati dalla London Metropolitan University, tra cui: MBA Global, MSc Finance & Investment, BSc Business Management and Diplomas in Accounting & Finance and Strategic & Financial Management.
In partnership con la Bradford University, una delle università più antiche in Gran Bretagna, la LSBF offre il percorso post laurea, LLM in International Business Law.
Gli studenti internazionali non provenienti dall'Unione Europea possono anche optare per i programmi di laurea offerti in partnership con University Of Central Lancashire (UCLAN). Tra i programmi ci sono: Bachelor's in Business Administration, Bachelor's in Accounting & Financial Studies and LLB Law.
Nell'aprile del 2012, LSBF ha formato una partnership con la London Metropolitan University. Tale collaborazione accademica strategica ha fatto sì che studenti inglesi e internazionali avessero la possibilità di ottenere lauree triennali, magistrali e qualificazioni professionali studiando nei campus della LSBF in Gran Bretagna. Tali programmi di studio erano tutti validati dalla London Metropolitan University. Nel dicembre del 2012 questa collaborazione è stata interrotta con consenso da ambo le parti. Di seguito il commento rilasciato in merito dalla LSBF e dalla London Metropolitan University: “ Entrambe le parti hanno convenuto che, nonostante i buoni risultati raggiunti durante il periodo della collaborazione, i presupposti su cui la partnership era basata sono diventati incompatibili con i profondi cambiamenti nel mercato dell'educazione post scuola superiore. Di conseguenza entrambe le istituzioni sono concordi nel dire che continuare il percorso individualmente sia la scelta migliore.”

### Online
La LSBF offre una vasta gamma di programmi attraverso una piattaforma di apprendimento online chiamata InterActive. Questo include MBA, Master in Finanza, Master in Marketing, ACCA, CIMA, CFA e una ventina di certificati postlaurea online. Gli studenti hanno accesso ad online classroom, forum di discussione e una gamma di risorse incluse lezioni live e videoregistrate, servizio di supporto tecnico 24 ore su 24, biblioteca online, forum di discussione e le pubblicazioni della Harvard Business School 'Case in Point' a supporto delle attività di apprendimento.
Nel 2010 LSBF ha sviluppato due applicazioni innovative usando la piattaforma del social media Facebook: la LSBF Prep Centre per ACCA, una onnicomprensiva risorsa di apprendimento per gli studenti della qualificazione professionale ACCA,  e la LSBF Global MBA che è il primo master's degree al mondo ad essere offerto interamente su Facebook, in una modalità “prova prima di comprare”. Entrambe le suddette applicazioni offrono materiale di studio di alta qualità che è disponibile per tutti da consultare, gratis.
Gli studenti di Global MBA hanno l'ulteriore opzione di valutare e pagare per la qualificazione. Entrambe le applicazioni sono state riconosciute e riportate nei media nazionali ed internazionali: il Global MBA della LSBF è stato presentato favorevolmente nel New York Times, dalla Reuters e da Bloomberg, mentre il Prep Centre per ACCA è stato premiato come "Risorsa di studio dell'anno" da PQ Magazine nel febbraio 2011.

### Ranking
Nel giugno 2011, il programma di master in finanza che LSBF offre in partnership con Grenoble School of Business è stato valutato sesto al mondo dal Financial Times. Il corso di laurea della GGSB, Bachelor's in International Business (BIB) offerto nel campus della LSBF a Londra e nel campus della GGSB a Grenoble si è posizionato quinto in Francia nel giornale Le Figaro, che rappresenta una delle più importanti pubblicazioni nel paese.
Il corso di laurea MIB (Master in International Business) della GGSB si è classificato nono al mondo nel Financial Times.

### Valutazione della QAA
LSBF sono stati visitati dall'Agenzia per la garanzia della qualità dell'istruzione superiore (in inglese Quality Assurance Agency for Higher Education, QAA) come parte di un'indagine in ultima analisi, le preoccupazioni ben fondate sugli scarsi standard e la qualità di istruzione superiore offerto a LSBF. Il rapporto è stato pubblicato il 9 agosto 2012. Il gruppo di ricercatori ha scoperto che LSBF / FBT nel suo partenariato con l'Università del Galles aveva reclutato più studenti che la sua base di risorse giustificata, e che questo posto un onere insopportabile per le risorse materiali e umane. La relazione afferma che LSBF / FBT aveva reclutato studenti a percorsi che non sono stati convalidati (l'offerta non sarebbe stato ricevuto presso l'Università), nonostante la pubblicità di questi corsi come convalidato, quindi in effetti trovare LSBF colpevole di frode. Hanno anche espresso profonde preoccupazioni sulla competenza linguistica e tecnica inglese di parte del personale, la mancanza di trasparenza su linea di fondo spese, disinformazione sulla presunta restrizioni sui visti di lavoro, la confusione sulla disponibilità di alcuni percorsi, la non disponibilità di alcuni libri di testo, e l'utilità limitata della valutazione e dei sistemi rappresentativi. E ha poi affermato che un certo numero di punti deboli erano attribuibili ad una serie di fattori, tra cui immaturità istituzionale e una comprensione inadeguata delle aspettative di un fornitore di istruzione superiore nel Regno Unito. Si è riscontrato che in una assunzione il 54% degli studenti si erano lamentati per la scarsa qualità dell'istruzione LSBF. Inoltre, ha dichiarato che il processo di ammissione (in gran parte devoluto alla FBT / LSBF dell'Università) è stato sufficientemente vicino gestito, e ha portato alla accettazione di molti studenti inappropriati. Essa ha concluso che più di recente LSBF / FBT aveva messo in atto misure per rafforzare i meccanismi di gestione della qualità, ma comunque le ha chiesto di riferire entro 6 settimane un piano d'azione per affrontare le questioni.

### Borse di studio
Il Principe Michael of Kent sponsorizza un sistema di borse di studio per studenti provenienti da Paesi in via di sviluppo. Un altro programma di borse di studio include una corporate scholarship, rivolta a mettere gli studenti direttamente in contatto con datori di lavoro aziendali tramite la divisione aziendale LSBF. È stata inoltre introdotta una Borsa di studio delle donne nell'economia, che è intesa come un mezzo per incoraggiare il fiorire di leader donne che un giorno diventeranno capi di industria ed amministratori delegati di grandi imprese. Ci sono anche borse di studio sponsorizzate dal vice rettore e dal rettore della Business School.

### External connections
Ex Segretario di Stato e segretario dell'educazione in Gran Bretagna, David Blunkett è stato nominato lettore onorario nel luglio 2011. La prima conferenza di Mr Blunkett, tenuta al campus di Londra, era incentrata sugli aspetti chiave della leadership e le qualità necessarie per essere un leader efficace sia nell'economia che in politica.
A dicembre del 2011, il Principe Michael of Kent ha presenziato alla presentazione inaugurale di una serie di seminari annuali in partnership con la Royal Society of Arts (RSA).
Nel 2012, David Blukett ha intervistato l'ex Primo Ministro britannico Tony Blair riguardo al futuro dell'educazione in Inghilterra. Lo speaker ospite era l'ex direttore generale della CBI ed ex Ministro del Commercio ed Investimenti, Lord Digby Jones.

### La LSBF nei Media
Nell'ottobre del 2011, il canale televisivo inglese BBC Three ha incluso in un documentario la School of English della LSBF. Il servizio giornalistico riguardava un gruppo di giovani arrivati nel Regno Unito per realizzare i propri obiettivi professionali. Tra i giovani intervistati figurava uno studente della LSBF che si era iscritto ad un corso di inglese per prepararsi ad un importante colloquio di lavoro.documentary about a group of young immigrants who went to the UK to realise their professional dreams.
Nel dicembre 2011, il campus della LSBF è stato visitato da Jo Brand, vincitrice del premio BAFTA.  Lei e la società di produzione ha incontrato ed intervistato un gruppo di studenti di economia riguardo ad argomenti di business – l'intervista è stata trasmessa sulla BBC a febbraio del 2012.A marzo 2012, il Global MBA della LSBF via Facebook è stato menzionato nel giornale The Guardian insieme ad altre istituzioni che usano la tecnologia per migliorare il livello educativo e didattico.
L'amministratore delegato della LSBF, Valery Kisilevsky è stato intervistato da Bloomberg Businessweek riguardo al corso di laurea chiamato 360° Programme che è stato recentemente lanciato. Nell'intervista Kisilevsky spiega la logica dietro l'innovativo programma che garantisce un lavoro.
Il direttore della LSBF in Canada, Yuliya Etingen è stata intervistata da Valor Economico, una importante testata brasiliana, per discutere dei programmi della LSBF per il mercato brasiliano. L'intervista è stata pubblicata in portoghese.
L'innovativo 360° Programme della LSBF è stato inoltre menzionato ne “The Times Higher Magazine” e in varie altre testate internazionali e nazionali incluse, the Evening Standard, London's Metro, HR Magazine e the Wall Street Journal.
Un articolo del tedesco Die Welt, la più importante testata giornalistica in Germania, ha pubblicato nel 2011 un articolo che racconta i benefici che gli studenti internazionali ottengono studiando alla London School of Business & Finance. L'articolo è basato su una visita al campus della LSBF a Londra